# Гнездо
Гнездо се нарича съоръжение, което се строи от различни видове животни и служи като място за сън и почивка, снасяне и мътене на яйцата и отглеждане на потомството. В зависимост от биологичния вид, който изгражда гнездото, материала от който то се изгражда, а така също и от разположението му гнездата съществено се различават.
Гнезда се строят предимно от птиците, но това съоръжение се прави и от някои видове бозайници, риби, насекоми и влечуги.
Практически всеки вид има различен стил на изграждане на гнездото. Те могат да бъдат открити във всевъзможни места и условия за живот. За строеж на гнездото обикновено се използват клони, листа, трева и др. органични материали. Могат да бъдат и съвсем прости като се използват естествни цепнатини на скалите, хралупи в дърветата или дупки изкопани от други животни. Въз основа на човешката дейност за строителни материали могат да послужат различни видове конци, канап или въжета, пластмасови материали, дрехи, хартиени изделия и др. Строежите, които са направени от човешката ръка също могат да послужат като нови местообиталища за изграждане на гнездото. Естествените места за строежа им са дърветата, защитени места по скалите, а понякога при липса на хищници, които да застрашават яйцата гнезда се изграждат и директно върху откритата земна повърхност.

## Галерия
- Двойка щъркели в гнездото си